# Patch-clamp

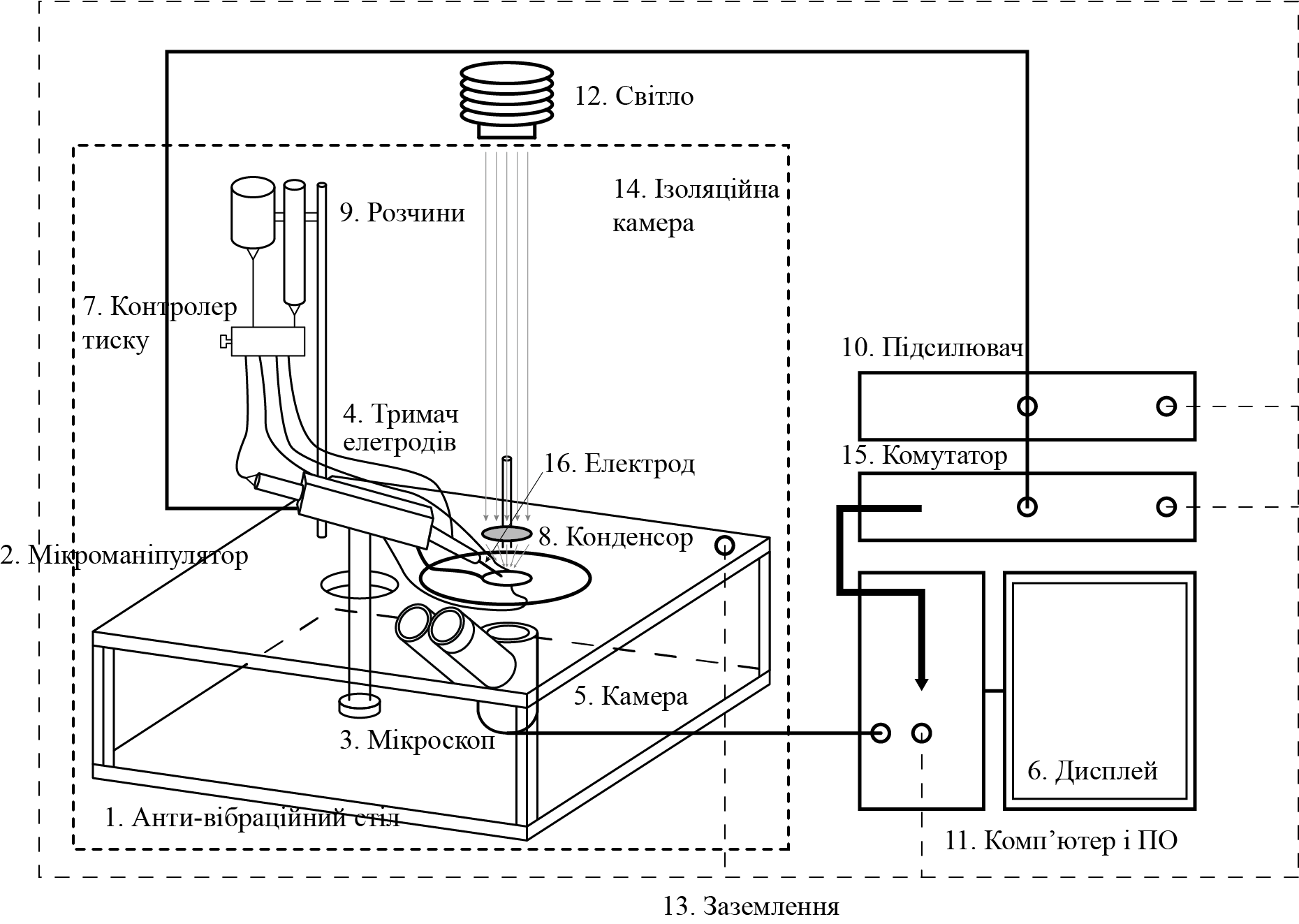
Блок-схема одного з методів Patch-clamp

Patch-clamp (метод локальної фіксації потенціалу клітинної мембрани ) — один з методів електрофізіології, що дозволяє фізично ізолювати фрагмент клітинної мембрани з наявними в ньому іонними каналами, задавати певну різницю потенціалів через цей фрагмент, створювати з обох боків мембрани середовище з певним іонним складом та вимірювати при цих добре контрольованих умовах електричний струм через канали. Назва походить від англійського patch — латка, та clamp — тут: захоплення, фіксація.
Суть методу полягає в наступному: у клітину вводяться два електроди, ще один — електрод порівняння — залишається поза клітиною. Перший внутрішньоклітинний електрод служить для вимірювання трансмембранної різниці потенціалів (тобто різниці потенціалів між ним і електродом порівняння), другий може подавати струм. Використання одного і того ж електрода для подачі струму і вимірювання різниці потенціалів неможливо. Справа в тому, що такий електрод має вхідний електричний опір близько , що можна порівняти з опором клітинної мембрани, тому, якщо через систему «електрод-клітина» тече струм, то падіння напруги на електроді виявиться порівняним з падінням напруги на мембрані, при чому не існує способу виділити ці дві частини.
Далі, спеціальний пристрій — генератор сигналу — задає командний потенціал, яким повинен бути рівний трансмембранний потенціал. Виміряний трансмембранний потенціал подається на вхід пристрою порівняння, яке віднімає обмірюваний потенціал з командного і, в залежності від величини різниці, подає струм на струмовий електрод так, щоб компенсувати цю різницю. Монітор струму, в свою чергу, постійно вимірює величину струму, яка для цього необхідна. 
Гігантська аналітична потужність цього методу полягає в тому, що він дозволяє спостерігати за поведінкою і хімічними перетвореннями окремих молекул. Різні модифікації методу дозволяють в експерименті змінювати різноманітні фактори, які здатні впливати на поведінку іонних каналів.

## Історія створення
В 1981 році німецькі дослідники Ервін Неєр і Берт Закман виявили, що якщо скляною піпеткою з діаметром 1-2 мікрони доторкнутися до клітинної мембрани, то між ними утворюється контакт з опором в декілька гігаОм, причому такий контакт виявляється механічно досить міцним. В подальшому ми такий контакт будемо називати gigaseal (прийнята в підручниках назва — високоомний контакт). Якщо таку піпетку наповнити розчином електроліту і занурити туди хлор-срібний електрод, інший електрод занурити в розчин, який омиває клітину, а між ними поставити обладнання, яке буде задавати певну різницю потенціалів між електродами та вимірювати струм, який для цього необхідний, то ми отримаємо patch-clamp установку.

## Мета

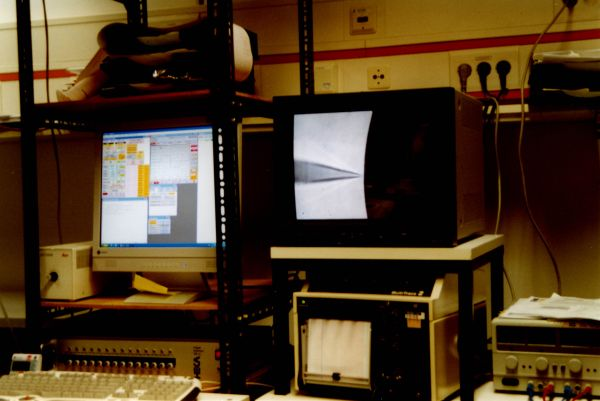
Рисунок 1. Монітори візуального контролю установки patch-clamp.

Головною метою методу є дослідження трансмембранних іонних потоків (струмів). Живі клітини оточені мембраною, структурну основу якої складає подвійний шар ліпідів, слабо проникний для води і практично непроникний для іонів невеликого радіусу. Однак клітина має обмінюватись цими речовинами з зовнішнім середовищем. Крім того, трансмембранні іонні потоки важливі для процесів збудження клітини та передачі сигналів. Ці потоки здійснюються через вбудовані в мембрану білки — канали та транспортери.
Транспортери — це білки, які утворюють з речовинами, що переносяться, комплекс з одного боку мембрани; після чого міняють конформацію так, що речовина, яка транспортується, опиняється по іншу сторону мембрани, і там її звільняють. Зазначимо, що найважливіший транспортер в клітинах еукаріот — це натрієво-калієва помпа, яка активно переносить за цикл своєї роботи 3 іони Na+ з клітини та 2 іони K+ в клітину, використовуючи енергію АТФ. Одна молекула цього транспортеру виконує приблизно 103 циклів за секунду.
Канали — це білки, які формують пори в мембрані. Однак радіус і розподіл заряджених функціональних груп в цих порах такі, що вони селективні, тобто проникні тільки для певних іонів. Зокрема, розрізняють натрієві, калієві, кальцієві, а також хлорні канали. Насправді, для кожного з цих іонів існує багато різноманітних різновидів каналів (докладніше див. в статті «Рецептор (білок)»). Через одиночний канал за секунду проходить в типовому випадку 106 — 107 іонів.
Далі, за наявності такого каналу і потоку іонів крізь нього, буде переноситися і заряд — тобто виникати електричний струм, який можна вимірювати. Провідність одиночного каналу у відкритому стані коливається, в залежності від типу каналу, від 1-2 до 30-50 пікосименсів, тому при різниці потенціалів в 100 мВ спостерігається струм в декілька пікоамперів.

## Робота з методом та його варіанти

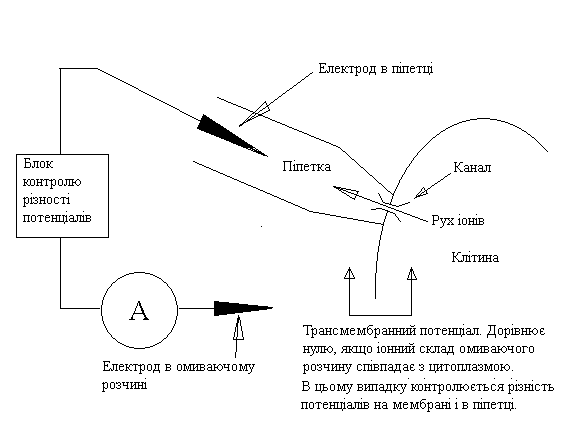
Рисунок 2. Принципова схема patch-clamp в cell-attached mode.

### Cell-attached mode
На рисунку 1 зображена частина установки для patch-clamp. Величезна сфера, частину якої видно на моніторі в центрі фотографії — це клітина (ооцит жаби Xenopus laevis), що знаходиться в цей час на предметному столику мікроскопа, до неї підведена patch-піпетка, діаметр якої біля носика становить близько 3 мікрони. Після встановлення gigaseal вона ізолює фрагмент мембрани діаметром близько 3 мкм2, і, якщо в цьому фрагменті трапляться іонні канали, то їхній струм можна буде записувати. Щойно описана конфігурація називається cell-attached patch-clamp. Вона ілюструється схемою, що зображена на рисунку 2.
Але цій конфігурації притаманні дві незручності.
По-перше, вона не дозволяє з достатньою надійністю вимірювати (а тим більше — задавати) трансмембранну різницю потенціалів, оскільки обидва електроди, як піпетковий, так і зовнішній, знаходяться з одного боку мембрани. Хоча можливо, використавши омиваючий розчин з іонною композицією, який відтворює склад цитоплазми, деполяризувати мембрану поза піпеткою так, що різниця потенціалів між зовнішнім електродом і цитоплазмою зникне. Тоді різниця потенціалів між електродами виявиться рівною трансмембранному потенціалу, однак це досить приблизно, оскільки точний склад цитоплазми є невідомим. По-друге, ця конфігурація не дозволяє міняти склад середовища поза піпеткою.
Через це cell-attached mode застосовується доволі обмежено.

### Inside-out mode

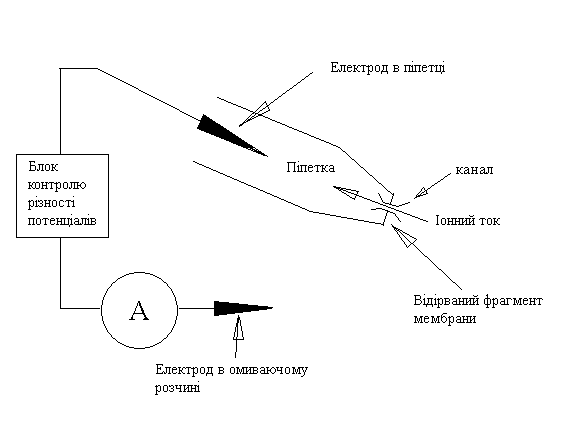
Рисунок 3. Принципова схема patch-clamp в inside-out mode.

Однак, якщо піпетку швидким рухом відірвати від клітини, то, якщо пощастить, «внутрішній» шматок мембрани відірветься від клітини і утвориться конфігурація inside-out (через те, що внутрішня, зазвичай обернена до цитоплазми, сторона мембрани опиниться ззовні, в омиваючому розчині; а зовнішня — всередині піпетки (зображення на рисунку 3)).
Альтернативний метод переходу в inside-out конфігурацію полягає в наступному: з конфігурації cell-attached піпетку відводять плавно, формуючи з двох сторін закриту везикулу; потім піднімають піпетку в повітря і опускають в іншу ванночку з внутрішньоклітинним розчином. При переносі зовнішня мембрана везикули руйнується, в результаті утворюється конфігурація inside-out.
Тепер різниця потенціалів на фрагменті мембрани точно дорівнює різниці потенціалів між електродами. Очевидно, що при використанні такої модифікації піпетку заповнюють розчином, що імітує позаклітинну рідину, тоді як розчин, що омиває, роблять близьким до складу цитоплазми. При цьому, міняючи склад розчину, що омиває, можна досліджувати, як такі зміни в цитоплазмі (адже розчин, що омиває, контактує з цитоплазматичною стороною мембрани) будуть впливати на поведінку каналу. При цьому ми точно знаємо як склад рідини з обох боків мембрани, так і різницю потенціалів, що дозволяє достатньо точно характеризувати канали, використовуючи рівняння Нернста та Гольдмана-Ходжкіна-Каца. Таким чином, на цьому рівні електофізіологія перетворюється на фізику каналів. При цьому, якщо в ізольовану ділянку мембрани потрапив один іонний канал, то ми спостерігатимемо поведінку одиничної білкової молекули, і, якщо це ліганд-регульований канал-рецептор, то її взаємодію з іншими одиничними молекулами.

### Whole-cell mode

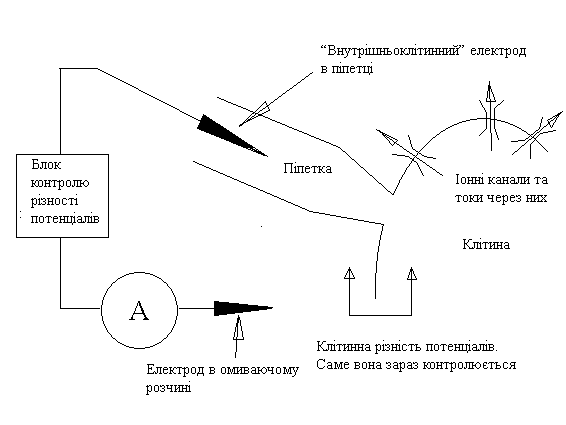
Рисунок 4. Принципова схема patch-clamp в outside-out mode.

Якщо є необхідність здійснювати зміну складу позаклітинного середовища, можна не відводити піпетку від клітини, а подати в неї негативний тиск і зруйнувати ізольований шматочок мембрани, перейшовши таким чином в whole-cell mode (див. рисунок 4). Теперь піпетка з'єднана з внутрішньоклітинним середовищем. Оскільки об'єм клітини зазвичай набагато менший за об'єм піпетки, то, завдяки дифузії, склад внутрішньоклітинного середовища невдовзі виявляється ідентичним складу розчину, що в піпетці. Тому ми, як і в попередньому випадку, знаємо як склад всіх рідин, так і різницю потенціалів. До речі, якщо в конфігурації inside-out піпеточний електрод був позаклітинним, а внутрішній — внутрішньоклітинним, то тепер їхні ролі помінялись, так що задаючи потенціал, потрібно інвертувати полярність. Перевага цього методу полягає в тому, що тут виявляються збереженими всі клітинні структури і регуляторні механізми. Але є й недолік — ми вимірюємо весь сумарний струм всіх каналів у клітині, а щойно раділи потужності методу, що дозволяє спостерігати поведінку окремої молекули. Як же ж бути? В цьому випадку використовується наступна модифікація методу, що називається outside-out mode.

### Outside-out mode

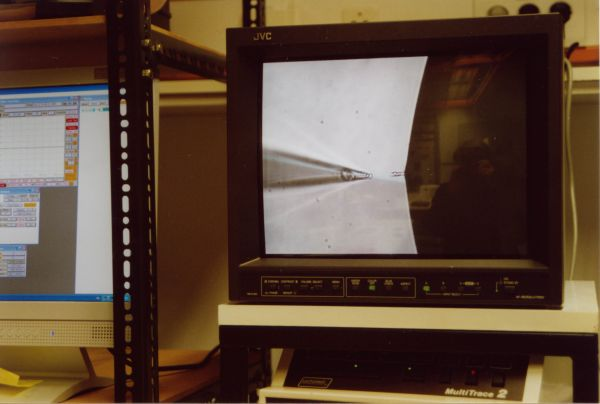
Рисунок 5. Перехід з cell-attached mode в outside-out mode.

Виявляється, якщо після переходу в whole-cell mode повільно відводити піпетку від клітини, мембрана не відривається одразу, а починає втягуватись в трубку.
Наступна фаза процесу зображена на рисунку 5. Мембранна трубка стала зовсім тоненька і майже невидима («протуберанець» біля поверхні клітини — це невелика частина цитоплазми, яка залишилась в мембранній трубці). До речі, зверніть увагу — в піпетці виразно видно шматочки цитоплазми, що потрапили туди після руйнування мембрани при переході в whole-cell.
В наступну мить трубка порветься, а мембрана стулиться на піпетці у «виверутому» вигляді — ми опинимося в кофігурації outside-out (рисунок 6).

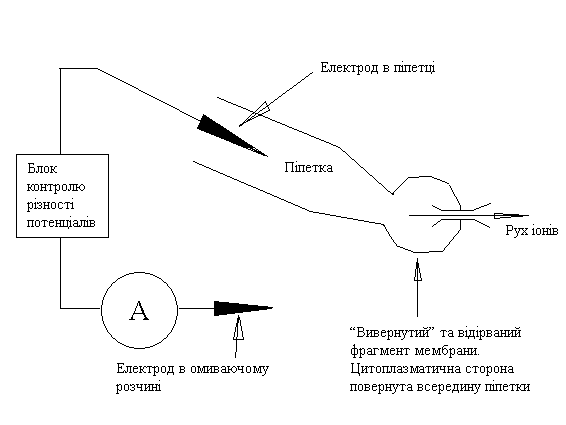
Рисунок 6. Принципова схема patch-clamp в outside-out mode.

На цьому рисунку видно, що піпетка і її електрод — подібно кофігурації whole-cell — внутрішньоклітинні. Ми вільно міняємо склад внутрішньоклітинного розчину; площа мембрани, яку ми досліджуємо, невелика, так що ми знову маємо змогу досліджувати одиночні канали.

### Nucleated patch
Цікавий різновид patch-clamp — nuclear patch (фіксування потенціалу з клітинним ядром). Цей метод засосовується у випадках, коли досліджувані об'єкти (рецептори або транспортери) мають великі та критично важливі для функціонування структури на внутрішньому боці мембрани, які руйнуються в конфігурації outside-out patch (наприклад, такі структури характерні для метаботропних рецепторів). Також метою даного методу може бути збільшення імовірності потрапляння одиничного рецептора на піпетку шляхом збільшення площі ділянки мембрани, що відривається (у випадку, коли загальна кількість досліджуваних рецепторів на клітині низька). Сам метод полягає в наступному: піпетка підводиться до клітини і потім ривком пробиває мембрану. Після чого кінчик піпетки підводиться до клітинного ядра і, шляхом подачі на піпетку невеликого негативного тиску, присмоктується до нього. Потім піпетка з ядром на кінці плавно виводиться назад і виймається з клітини. Виведення піпетки з клітини необхідно провести таким чином, щоб ділянка мембрани в місці виходу «надяглась» на присмоктане ядро і відірвалась, обернувшись навколо нього (див. рисунок 7).

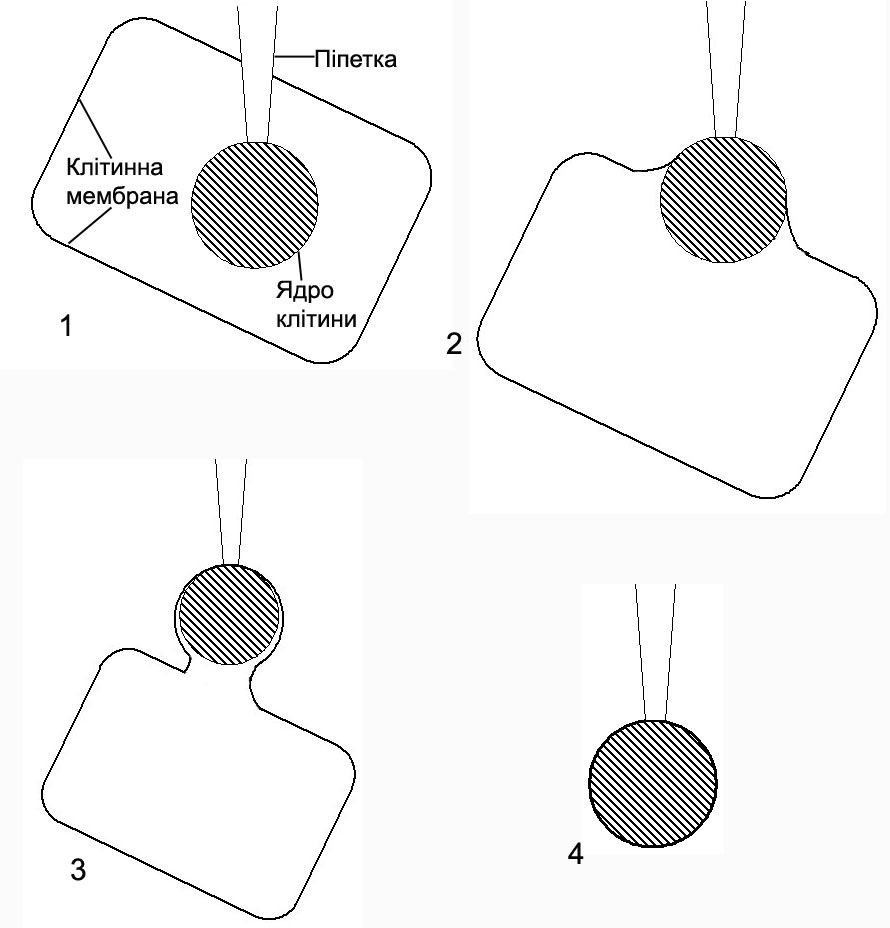
Рисунок 7. Принципова схема утворення nuclear patch.

В результаті утворюється сецифічний варіант outside-out patch, при якому до кінця піпетки приєднується значно більша, в порівнянні зі звичайним варіантом, ділянка мембрани, що обернена навколо клітинного ядра. Таким чином, імовірність знаходження потрібного одиничного рецептора на відірваному шматку мембрани помітно зростає.

### Perforated patch
Perforated patch — це специфічний варіант patch-clamp в whole-cell mode. В цьому випадку після формування гігаомного контакту в піпетку подається новий розчин, який містить невелику кількість спеціального антибіотику, наприклад Амфоторецину-В або Граміцидину. Антибіотики цього класу утворюють отвори в клітинній мембрані на ділянці, що приєднана до електроду. Такий підхід дозволяє уникнути заміщення внутрішнього середовища клітини розчином з піпетки-електроду, тобто клітина залишається живою та перебуває в максимально можливо неушкодженому вигляді. Таким чином, відповіді клітини на подразнення є максимально наближеними до природних. Але даному методу притаманний і ряд недоліків.
По-перше, порівняно з класичним whole-cell mode, електричний опір доступу (що складається із опору піпетки та опору з'єднання піпетка-клітина) є значно вищим. Це знижує ступінь розрізнення електричного струму, підвищує електричний шум при записі та збільшує всі помилки, що виникають завдяки флуктуаціям опору повного кола (від електроду в піпетці до електроду в навколоклітинному розчині). По-друге, для того, щоб антибіотик виконав описану дію, потрібно доволі багато часу (до 30 хвилин), що суттєво зменшує корисний час експерименту. І по-третє, антибіотик пошкоджує мембрану в місці прилягання до піпетки, що призводить до швидшого руйнування гігаомного контакту і також зменшує ефективний експериментальний час. Таким чином, цей варіант методу може бути ефективно застосований тільки в експериментах, які не потребують тривалого часу для виявлення досліджуваних ефектів.

## Електричні параметри, що фіксуються

### Voltage-clamp

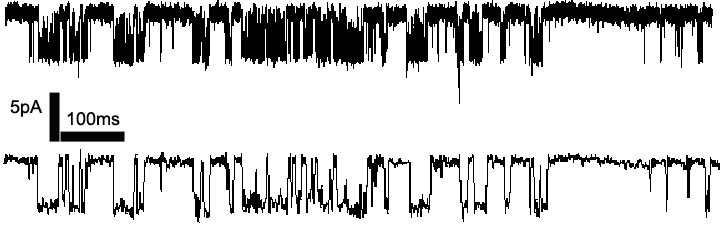
Рисунок 8. Електричний струм через одиничний гліциновий рецептор, записаний в outside-out mode за допомогою voltage-clamp.

Voltage-clamp, або фіксація потенціалу, використовується при вивченні змін провідності однотипних каналів у відповідь на якісь хімічні впливи або ж залежність їхньої провідності від різниці потенціалів на мембрані, при цьому, за умови фіксації потенціалу, вимірюється струм каналу — як ми досі і описували. Приклад запису, який при цьому можна отримати, наведено на рисунку 8. Це запис одиночного каналу гліцинового рецептора. Чітко видно два стани: закритий (йому відповідає нульовий струм, верхнє положення) та відкритий (йому відповідає струм приблизно в 7 пікоампер, нижнє положення). Вгорі — дані, отримувані безпосередньо в досліді; внизу — ті ж дані після фільтрації електричного шуму з частотою 50 Гц. Канал час від часу довільно переходить з одного стану в інший, проміжних станів нема. Запис дозволяє отримати дві найважливіші характеристики каналу: провідність (виходячи з величин трансмембранного потенціалу і струму) та імовірність знаходження у відкритому стані, що визначається як відношення часу, коли канал відкритий до часу, коли він закритий. До речі, частіше всього активність каналу фізіологічно регулюється саме шляхом зміни цієї імовірності.

### Current-clamp
Іноді дослідника цікавлять процеси трансмембранного переносу іонів, що пов'язані із зміною мембранного потенціалу — наприклад, проведення нервового імпульсу. В таких випадках можна вчинити навпаки: зафіксувати на постійному рівні струм (наприклад, можна припустити, що сумарний струм через всі іонні канали в кожний момент часу дорівнює нулю, тобто встановити нульовий струм) та вивчати при цьому зміну різниці потенціалів. Такий варіант називається current clamp. Приклад даних, які при цьому можна отримати, наведено на рисунку 10.
На рисунку — запис в конфігурації whole-cell, клітина епітелію збірної ниркової трубки. Трансмембранний потенціал −60 мВ. З інтервалами в 1 хвилину на 30 секунд в розчин, що омиває клітину, вводиться амілорид — інгібітор епітеліального натрієвого каналу. До речі, чутливість до інгібіторів — ще одна з найважливіших характеристик каналу. Введення амілориду щоразу призводить до падіння струму до нуля, що свідчить про те, що практично вся провідність при −60 мВ в даній клітині — це провідність епітеліального натрієвого каналу. В протилежність попередньому запису, зміна струму виглядає неперервною. Це пов'язано з тим, що одночасно записується багато каналів (близько 2000), відповідно, маємо приблизно 2000 рівнів струму — від «всі відкриті» до «всі закриті».